# 41-ша паралель північної широти
41-ша паралель північної широти — лінія широти, що лежить на 41 градус північніше земної екваторіальної площини. Вона проходить через Європу, Середземне море, Азію, Тихий океан, Північну Америку та Атлантичний океан.

В США через 41-шу паралель північної широти проходить кордон між штатом Вайомінг та штатами Ютою і Колорадо, а також частина кордону між Небраскою та Колорадо.

В США через паралель проходить південний кордон штату Вайомінг, який межує з Ютою та Колорадо. Також через паралель проходить частина кордону між Небраскою та Колорадо.
На цій широті під час літнього сонцестояння сонце видно 15 годин 8 хвилин, а під час зимового сонцестояння — 9 годин 13 хвилин.

## Список географічних об'єктів, що перетинає 41° пн. ш.
Починаючи з Гринвіцького меридіану та рухаючись на схід, 41-ша паралель північної широти проходить через:
| Координати                                                   | Країна, територія або море | Примітки |
| ------------------------------------------------------------ | -------------------------- | --- |
| 41°0′ пн. ш. 0°0′ сх. д. / 41.000° пн. ш. 0.000° сх. д.      | Іспанія                    | |
| 41°0′ пн. ш. 0°56′ сх. д. / 41.000° пн. ш. 0.933° сх. д.     | Середземне море            | |
| 41°0′ пн. ш. 8°13′ сх. д. / 41.000° пн. ш. 8.217° сх. д.     | Італія                     | Проходить через острів Асінара[en] |
| 41°0′ пн. ш. 8°16′ сх. д. / 41.000° пн. ш. 8.267° сх. д.     | Середземне море            | Затока Асінара[en] |
| 41°0′ пн. ш. 8°52′ сх. д. / 41.000° пн. ш. 8.867° сх. д.     | Італія                     | Проходить через острів Сардинія |
| 41°0′ пн. ш. 9°39′ сх. д. / 41.000° пн. ш. 9.650° сх. д.     | Середземне море            | Тірренське море — проходить північніше Понціанських островів, Італія |
| 41°0′ пн. ш. 13°57′ сх. д. / 41.000° пн. ш. 13.950° сх. д.   | Італія                     | |
| 41°0′ пн. ш. 17°12′ сх. д. / 41.000° пн. ш. 17.200° сх. д.   | Адріатичне море            | |
| 41°0′ пн. ш. 19°28′ сх. д. / 41.000° пн. ш. 19.467° сх. д.   | Албанія                    | Кордон з Північною Македонією проходить по Охридському озеру |
| 41°0′ пн. ш. 20°42′ сх. д. / 41.000° пн. ш. 20.700° сх. д.   | Північна Македонія         | |
| 41°0′ пн. ш. 21°51′ сх. д. / 41.000° пн. ш. 21.850° сх. д.   | Греція                     | |
| 41°0′ пн. ш. 26°20′ сх. д. / 41.000° пн. ш. 26.333° сх. д.   | Туреччина                  | Проходить через Мармурове море та Стамбул |
| 41°0′ пн. ш. 37°52′ сх. д. / 41.000° пн. ш. 37.867° сх. д.   | Чорне море                 | |
| 41°0′ пн. ш. 38°47′ сх. д. / 41.000° пн. ш. 38.783° сх. д.   | Туреччина                  | Проходить через Трабзон |
| 41°0′ пн. ш. 39°46′ сх. д. / 41.000° пн. ш. 39.767° сх. д.   | Чорне море                 | |
| 41°0′ пн. ш. 40°20′ сх. д. / 41.000° пн. ш. 40.333° сх. д.   | Туреччина                  | |
| 41°0′ пн. ш. 43°32′ сх. д. / 41.000° пн. ш. 43.533° сх. д.   | Вірменія                   | |
| 41°0′ пн. ш. 45°10′ сх. д. / 41.000° пн. ш. 45.167° сх. д.   | Азербайджан                | Проходить через ексклав Бархударли |
| 41°0′ пн. ш. 45°13′ сх. д. / 41.000° пн. ш. 45.217° сх. д.   | Вірменія                   | Проходить південніше Єревана |
| 41°0′ пн. ш. 45°24′ сх. д. / 41.000° пн. ш. 45.400° сх. д.   | Азербайджан                | |
| 41°0′ пн. ш. 49°13′ сх. д. / 41.000° пн. ш. 49.217° сх. д.   | Каспійське море            | |
| 41°0′ пн. ш. 52°57′ сх. д. / 41.000° пн. ш. 52.950° сх. д.   | Туркменістан               | Проходить через Туркменбаші |
| 41°0′ пн. ш. 61°58′ сх. д. / 41.000° пн. ш. 61.967° сх. д.   | Узбекистан                 | |
| 41°0′ пн. ш. 68°4′ сх. д. / 41.000° пн. ш. 68.067° сх. д.    | Казахстан                  | |
| 41°0′ пн. ш. 68°31′ сх. д. / 41.000° пн. ш. 68.517° сх. д.   | Узбекистан                 | Приблизно на 7 км |
| 41°0′ пн. ш. 68°36′ сх. д. / 41.000° пн. ш. 68.600° сх. д.   | Казахстан                  | Приблизно на 12 км |
| 41°0′ пн. ш. 68°45′ сх. д. / 41.000° пн. ш. 68.750° сх. д.   | Узбекистан                 | |
| 41°0′ пн. ш. 70°24′ сх. д. / 41.000° пн. ш. 70.400° сх. д.   | Таджикистан                | Приблизно на 10 км |
| 41°0′ пн. ш. 70°31′ сх. д. / 41.000° пн. ш. 70.517° сх. д.   | Узбекистан                 | |
| 41°0′ пн. ш. 72°30′ сх. д. / 41.000° пн. ш. 72.500° сх. д.   | Киргизстан                 | |
| 41°0′ пн. ш. 76°50′ сх. д. / 41.000° пн. ш. 76.833° сх. д.   | КНР                        | Сіньцзян |
| 41°0′ пн. ш. 77°30′ сх. д. / 41.000° пн. ш. 77.500° сх. д.   | Киргизстан                 | Приблизно на 7 км |
| 41°0′ пн. ш. 77°35′ сх. д. / 41.000° пн. ш. 77.583° сх. д.   | КНР                        | Сіньцзян Ганьсу Внутрішня Монголія — проходить північніше Хух-Хото Хебей Пекін — приблизно на 7 км Хебей Ляонін Цзілінь |
| 41°0′ пн. ш. 126°5′ сх. д. / 41.000° пн. ш. 126.083° сх. д.  | Північна Корея             | |
| 41°0′ пн. ш. 129°43′ сх. д. / 41.000° пн. ш. 129.717° сх. д. | Японське море              | |
| 41°0′ пн. ш. 140°19′ сх. д. / 41.000° пн. ш. 140.317° сх. д. | Японія                     | Проходить через острів Хонсю Проходить через півострів Цугару[en] |
| 41°0′ пн. ш. 140°45′ сх. д. / 41.000° пн. ш. 140.750° сх. д. | Затока Аоморі[en]          | |
| 41°0′ пн. ш. 140°54′ сх. д. / 41.000° пн. ш. 140.900° сх. д. | Японія                     | Проходить через острів Хонсю Проходить через півострів Нацудомарі[en] |
| 41°0′ пн. ш. 141°06′ сх. д. / 41.000° пн. ш. 141.100° сх. д. | Затока Муцу                | |
| 41°0′ пн. ш. 141°19′ сх. д. / 41.000° пн. ш. 141.317° сх. д. | Японія                     | Проходить через острів Хонсю Проходить через півострів Сімокіта |
| 41°0′ пн. ш. 141°23′ сх. д. / 41.000° пн. ш. 141.383° сх. д. | Тихий океан                | |
| 41°0′ пн. ш. 124°7′ зх. д. / 41.000° пн. ш. 124.117° зх. д.  | США                        | Каліфорнія Невада — проходить північніше Віннемакки Юта Становить кордон між Вайомінгом та Ютою Становить кордон між Вайомінгом та Колорадо Становить кордон між Небраскою та Колорадо Небраска Айова Іллінойс Індіана Огайо Пенсільванія Нью-Джерсі Нью-Йорк Коннектикут |
| 41°0′ пн. ш. 73°39′ зх. д. / 41.000° пн. ш. 73.650° зх. д.   | Протока Лонг-Айленд        | |
| 41°0′ пн. ш. 72°35′ зх. д. / 41.000° пн. ш. 72.583° зх. д.   | США                        | Проходить через острів Лонг Нью-Йорк |
| 41°0′ пн. ш. 72°0′ зх. д. / 41.000° пн. ш. 72.000° зх. д.    | Атлантичний океан          | |
| 41°0′ пн. ш. 8°39′ зх. д. / 41.000° пн. ш. 8.650° зх. д.     | Португалія                 | Проходить південніше Порту |
| 41°0′ пн. ш. 6°54′ зх. д. / 41.000° пн. ш. 6.900° зх. д.     | Іспанія                    | Проходить північніше Саламанки |